# 木俣家
木俣家（きまたけ）は、楠木氏庶流と称する武家・士族・華族だった家。江戸時代に近江国彦根藩主井伊家の筆頭家老家で、維新後には士族を経て華族の男爵家に列した。

## 歴史
楠木正勝の子孫が伊勢国神戸に住して木俣と称したのに始まるという。
初めは北畠家に仕えていたが、守時の代に三河に移住して松平氏に仕えた。その子守勝の代に徳川家康の命で井伊直政に仕えるようになった。その子守安以降代々彦根藩井伊家の筆頭家老を務めるようになった。知行は大阪の陣のころには5000石だったが、享保7年（1722年）の加増で1万石になっている。家中で1万石以上を食んでいたのは木俣家のみである。
明治維新後には当初士族に列した。明治17年（1884年）に華族が五爵制になった際に定められた『叙爵内規』の前の案である『爵位発行順序』所収の『華族令』案の内規（明治11年・12年ごろ作成）や『授爵規則』（明治12年以降16年ごろ作成）では旧万石以上陪臣が男爵に含まれており、木俣家も男爵候補に挙げられているが、最終的な『叙爵内規』では旧万石以上陪臣は授爵対象外となったためこの時点では木俣家は士族のままだった。
明治15年・16年ごろ作成と思われる『三条家文書』所収『旧藩壱万石以上家臣家産・職業・貧富取調書』は、当時の当主木俣畏三について旧禄高1万石、所有財産は金禄公債8665円、畑3反9畝19歩、宅地3反9畝18歩、職業は無職、貧富景況を相応と記している。
旧万石以上陪臣の叙爵が開始されていた時期である明治33年（1900年）5月5日、畏三が華族の男爵に叙せられた。その子守一の代に木俣男爵家の邸宅は滋賀県彦根市観音堂筋町にあった。